# Antoine Tocquet de Montgeffond
Antoine Tocquet de Montgeffond, né le 2 novembre 1659 à Montgefond  (Jura) et mort le 31 mai 1731, est un moine chartreux, français qui fut prieur de Grande Chartreuse et ministre général de l'ordre des Chartreux. Son généralat est marqué par la crise janséniste de 1723-1725.

## Biographie
Antoine Tocquet de Montgeffond est né le 2 novembre 1659, au château de Montgefond, dans un petit village du Jura, nommé Vosbles. Il est le fils de Claude Tocquet, seigneur de Montgeffond et de Anne de Marcieu, petit fils de François de Tocquet, seigneur de Montgeffond et le frère de  Ennemond-Louis de Tocquet de Montgeffond, marquis de Meximieux-Montgeffond.
Il fait profession à la Grand Chartreuse, le 6 octobre 1679. Dom Innocent Le Masson, le choisit comme secrétaire en 1693 et il est élu prieur et général de l’Ordre, le 12 mai 1703. 
Le nouveau général porte toute son attention sur le jansénisme.  Dom Antoine de Montgefond, ne laissant à aucun autre officier, ni même au Chapitre général, le soin de traiter les questions d’orthodoxie religieuse au sein de l’ordre. Il a tout particulièrement l’œil sur le royaume de France, où 68 chartreuses regroupent environ 1 200 pères, frères et religieuses, qu’il s’agit de préserver de la tentation janséniste.
Dès 1710, les livres jansénistes sont interdits dans les cloîtres de chartreux. Il ordonne à ses religieux, en 1710 , de signer le Formulaire, d'Alexandre VII. Le chapitre général de 1723, sous son inspiration rend l'ordonnance spéciale Quo Zelo, aux sept provinces de France: « aucun novice ne sera admis, aucun religieux ne recevra les Ordres sacrés et ne sera appelé à diriger les âmes, s'il n'a souscrit premièrement le Formulaire d'Alexandre VII et ne s'est soumis, de bouche et de cœur, à la bulle Vineam Domini et à la constitution Unigenitus ». L'année suivante, en 1724, le chapitre confirme cette ordonnance.
Le chapitre général de 1725 déclare suspens et interdits 26 maisons, avec menace d'excommunication; quatorze avaient eu recours à un appel schismatique, le chapitre les excommunie nommément; dix avaient même rétracté la signature qu'ils avaient apposée au Formulaire, le chapitre les frappe d'excommunication nominale. Le chapitre général prononce de nouveau l'excommunication contre les chartreux passés aux Pays-Bas plutôt que de se soumettre. Compte tenu des nombreuses amitiés sur lesquelles peuvent compter les chartreux au sein des milieux parlementaires, il n’a aucun mal à faire interdire les libelles jansénistes par un arrêt du Parlement de Paris du 15 avril 1726. Cinq jours plus tard, il s’adresse personnellement aux chartreux d’Utrecht, exhortés à renoncer à leur aveuglement et à retourner au sein de l’ordre.
En 1727 , le chapitre les excommunie définitivement et tout lien entre eux et leurs anciens confrères est brisé. La même année, le chapitre permet à la province de France-sur-Seine de rouvrir ses noviciats  fermés depuis plusieurs années.
Il meurt en charge le 31 mai 1731.

## Écrits
- (en) Breviarium Sacri Ordinis Cartusiensis. Cura et jussu reverendi patris domni Antonii, totius ordinis generalis moderatoris correctum et impressum, 1717 (lire en ligne).

- Deux lettres à Joseph Languet. s.l.n.d. (Correrie, 1726 ?), 3 p.
- Lettre des chartreux retirés en Hollande, au R.P. dom de Montgeffou, prieur de la Grande Chartreuse, 19 février 1726. Bibliothèque Municipale de Grenoble, E. 2991 (3).

- Lettre du R.P. général des Chartreux aux religieux chartreux retirez en Hollande à l’occasion de la constitution Unigenitus et du décret du chapitre général, 20 avril 1726. s.l.n.d. (Correrie, 1726), 20 p.

- Lettre du R.P. général de l’Ordre des chartreux à dom Antoine Hudelet, chartreux revenu d’Utrecht et rentré dans son Ordre. s.l.n.d. (Correrie, 1729 ?), 3 p.

- Réponse du R.P. Prieur et général de l’Ordre des chartreux. s.l.n.d. (Correrie ?), 26 p.